# Franziska Hoppermann

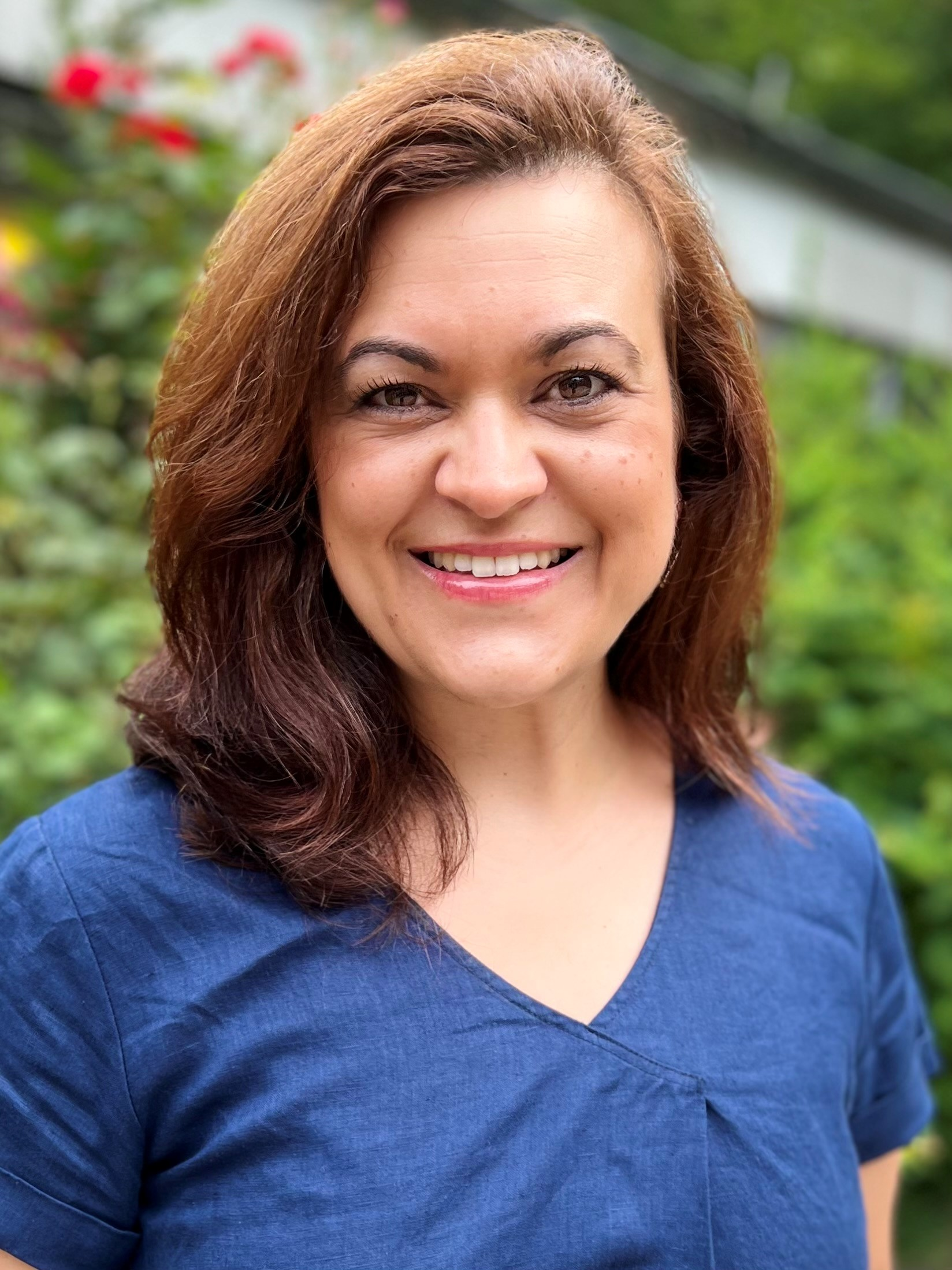
Franziska Hoppermann (2022)

Franziska Christina Brigitte Hoppermann (geb. Bartels; * 8. Januar 1982 in Hamburg) ist eine deutsche Politikerin (CDU). Seit 2021 ist sie Mitglied des Deutschen Bundestages und seit 2025 CDU-Bundesschatzmeisterin.

## Herkunft und akademischer Werdegang
Franziska Hoppermann wuchs als ältestes von fünf Geschwistern in einer katholisch geprägten Familie in Hamburg-Volksdorf auf. Ihr Großvater, der CDU-Politiker Carl Damm, war von 1953 bis 1966 Mitglied der Hamburgischen Bürgerschaft und von 1965 bis 1980 Mitglied des Deutschen Bundestages.
Sie besuchte die Katholische Schule Farmsen und die ebenfalls katholische Sankt-Ansgar-Schule in Hamburg, an der sie 2001 die Abiturprüfung bestand. Im Jahre 2008 schloss Hoppermann ein Studium der Betriebswirtschaftslehre an der Universität Hamburg als Diplomkauffrau ab. Franziska Hoppermann ist Stipendiatin der Studienstiftung des deutschen Volkes.

## Beruflicher Werdegang
2004 bis 2011 war Hoppermann als wissenschaftliche Mitarbeiterin des Abgeordneten der Hamburgischen Bürgerschaft Thilo Kleibauer (CDU) tätig. Seit 2009 bis 2021 war Hoppermann im allgemeinen höheren Verwaltungsdienst der Freien und Hansestadt Hamburg tätig, von April 2021 bis Oktober 2021 als Leiterin des Zentralamtes der Behörde für Justiz und Verbraucherschutz im Rang einer Senatsdirektorin.

## Partei und Politik
Franziska Hoppermann trat 1998 in die Junge Union und 1999 in die CDU ein.
Seit 2004 gehört sie dem Vorstand des CDU-Kreisverbandes Wandsbek, seit 2018 als stellvertretende Kreisvorsitzende.
Seit 2017 ist sie Mitglied des Landesvorstandes der CDU Hamburg und Landesvorsitzende der Frauen-Union, seit 2022 Mitglied des Bundesvorstandes der CDU und zudem seit Mai 2022 Vorsitzende der CDU-nahen Jürgen-Echternach-Stiftung für Bildung und Demokratie.
Von 2001 bis 2021 war Franziska Hoppermann Mitglied des Jugendhilfeausschusses im Bezirk Wandsbek. Von 2004 bis 2021 war Hoppermann Mitglied der Bezirksversammlung Wandsbek, von 2019 bis 2021 als Vorsitzende der CDU-Fraktion. 
Mit ihrem Dienstantritt als Amtsleiterin in der Hamburger Behörde für Justiz und Verbraucherschutz trat sie im April 2021 aufgrund der gesetzlichen Bestimmungen des Landes Hamburg von ihren kommunalpolitischen Ämtern zurück.
Bei den Bundestagswahlen im September 2021 und im Februar 2025 trat Franziska Hoppermann als CDU-Kandidatin im Wahlkreis Hamburg-Wandsbek und auf der CDU-Landesliste an. Während sie im Wahlkreis beide Male der SPD-Kandidatin Aydan Özoğuz unterlag, zog sie jeweils über die Landesliste in den Bundestag ein. Dort ist sie Mitglied des Ausschusses für Digitales und des Unterausschusses des Haushaltsausschusses zu Fragen der Europäischen Union.
Bei der Mitgliederbefragung zur Wahl des CDU-Vorsitzenden 2022 trat Hoppermann im Team von Norbert Röttgen auf und sollte Generalsekretärin werden. Jedoch verlor Röttgen diese gegen Friedrich Merz.
Bei den Koalitionsverhandlungen mit der SPD im Frühling 2025 war sie Mitglied der Verhandlungsgruppe für den Bereich „Bürokratieabbau und Staatsmodernisierung“.
Präsidium und Vorstand der Bundes-CDU ernannten Hoppermann am 25. März 2025 als Nachfolgerin von Julia Klöckner zur CDU-Schatzmeisterin. Sie übernahm das Amt zunächst kommissarisch, offiziell gewählt wurde sie vom CDU-Bundesausschuss am 28. April 2025 mit mehr als 91 Prozent der Stimmen.

## Privatleben
Hoppermann ist verheiratet und Mutter eines Sohnes.
Sie engagiert sich in der Katholischen Kirche und damit verbundenen sozialen Verbänden. Sie war 10 Jahre als Messdienerin und 15 Jahre bei den katholischen Pfadfindern der Heilig-Kreuz-Kirchengemeinde in Volksdorf, zuletzt als Gruppenleiterin, aktiv. Seit 1993 ist Franziska Hoppermann Mitglied des Malteser Hilfsdienstes.